# Лис и пёс 2
«Лис и пёс 2» (англ. The Fox and the Hound 2) — мультипликационный фильм производства США. Мидквел анимационного фильма «Лис и пёс», выпущенного киностудией Уолта Диснея в 1981 году.
События фильма происходят в юности главных героев — лиса Тода и пса Коппера. Минуя премьеру на широком экране, второй фильм был выпущен непосредственно на DVD подразделением DisneyToon Studios в середине декабря 2006 года и сразу стал доступен в видеопрокате для домашнего просмотра.

## Сюжет
Пока Амос Слейд и Чиф заняты на конкурсе охотников, лучшие друзья — лисёнок Тод и щенок Коппер — пробираются на ярмарку и, услышав пение, становятся свидетелями сцены между членами собачьей группы «Поющие Бродяги». В группе 5 участников: Дикси, Кэш, Бабушка Роуз и близнецы Вэйлон и Флойд. Для них очень важно хорошо выступить, поскольку ярмарку должен посетить агент, привлекающий таланты для выступления в шоу «Гранд Ол Опри».
Дикси и Кэш ссорятся, Дикси уходит перед самым шоу, и группа вынуждена выйти на сцену без неё. Во время выступления Коппер им подпевает, и Кэш приглашает щенка на сцену петь с ними. Номер приняли на ура. Кэш приглашает Коппера присоединиться к группе, в которой могут быть лишь бездомные псы. Коппер проводит весь день с Кэшем, совершенно забыв своё обещание посмотреть с Тодом фейерверк.
Дикси находит Тода и сочувствует его одиночеству. В разговоре Тод проговаривается о том, что Коппер не бродяга, и у Дикси рождается план, как изгнать Коппера из группы с помощью Тода. Тод дразнит Чифа и заставляет того гнаться за ним до самой ярмарки и сцены, где выступает группа. Узнав правду, Кэш увольняет Коппера. Остальным участникам группы жаль щенка, и группа распадается. Тод расстроен тем, что всё испортил, и вдова Твид забирает его домой. По дороге её чуть не сбивает автомобиль мистера Биккерстаффа, охотника за талантами, шляпа которого слетает и опускается прямо на Тода.
На следующее утро Дикси приходит к Копперу и берёт всю вину за случившееся на себя. Коппер и Тод, признают свои ошибки и мирятся. Тод отдаёт Копперу шляпу агента, и по запаху они находят её хозяина. Хитростью друзья приводят всю группу к месту, где обедает агент, и уговаривают собак спеть. Впечатлённый агент устраивает выступление группы в «Гранд Ол Опри».
Что касается Коппера, то он покидает группу и остаётся со своим другом Тодом.

## Критика
Многие критики сочли фильм неудачной и ужасной затеей.
В основном критике подверглось использование песен для растягивания моментов, которые никак не могли продлиться дольше, отсутствие какой-либо морали или посланий и огромное абстрагирование от оригинала в драматизме.

## Роли озвучивали
- Риба МакИнтайр - Дикси
- Патрик Суэйзи - Кэш
- Ион Бобо - Тод
- Харрисон Фан - Коппер
- Джефф Фоксворти - Лайл
- Вики Лоуренс - Бабушка Роуз
- Стивен Рут - Бикерстафф, искатель талантов
- Расси Тейлор — второстепенные персонажи